# Waldkirchen an der Thaya
Waldkirchen an der Thaya là một đô thị thuộc huyện Waidhofen an der Thaya trong bang Niederösterreich, Áo.